# Pericoptus truncatus
Pericoptus truncatus je brouk z čeledi vrubounovití, který se endemicky vyskytuje pouze na Novém Zélandu, kde je též znám pod maorským jménem ngungutawa. Tento druh se řadí do rodu novozélandských brouků Pericoptus.

## Výskyt
Jedná se o novozélandského endemita. Tento brouk je poměrně hojně rozšířen po obou hlavních novozélandských ostrovech podél písečných dun a pláží.

## Popis a biologie

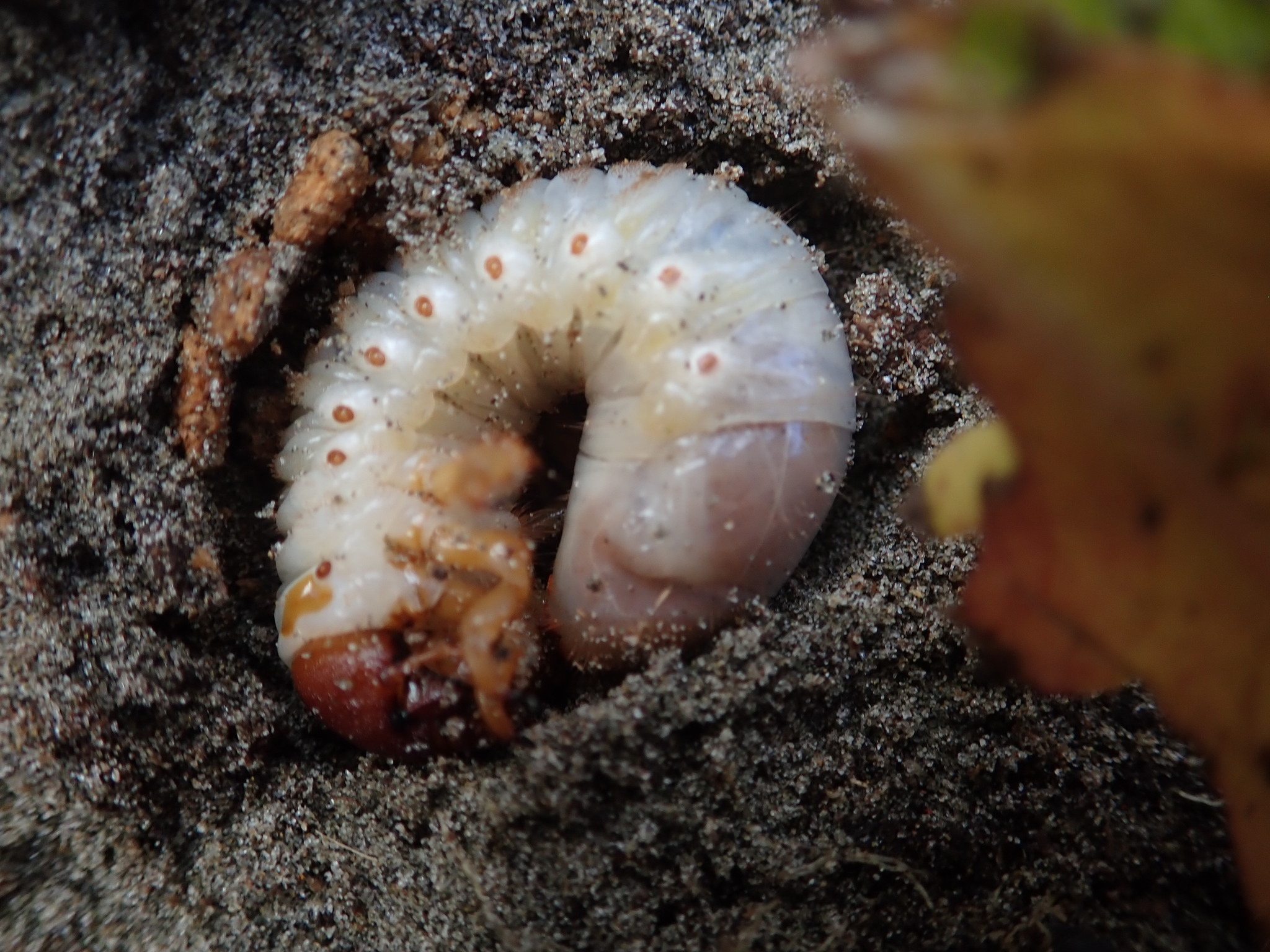
Ponrava vrubouna Pericoptus truncatus

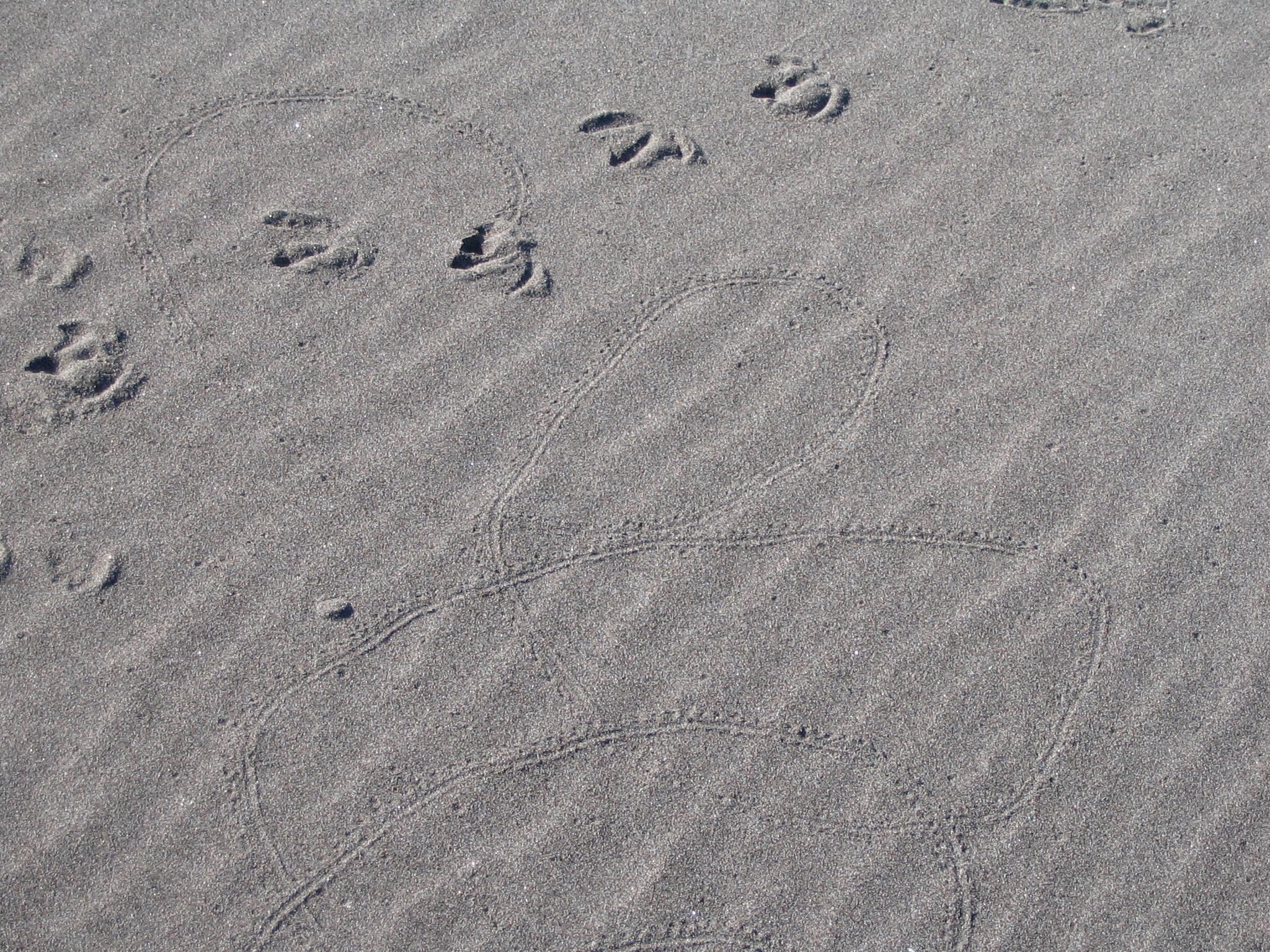
Stopy v písku po ptáku a brouku Pericoptus truncatus

Jedná se o poměrně velkého hnědočerného jemně lesklého brouka dosahujícího délek 36–65 mm. Stanoviště druhu tvoří písečné duny a písečné pláže, kde se tento brouk zdržují hlavně v krytu trav písečných dun nebo naplaveného dříví. Dospělec je přes den zahrabaný v písku, avšak v noci vylézá a hlučně létá kolem a shání potravu a partnera. Může se také pohybovat po písku po silných nohách, což zanechává poměrně znatelné stopy. Samice klade vajíčka do písku do hloubek 15–45 cm. Ponrava (larva) brouka je poměrně mohutná a lze ji poměrně snadno nalézt zahrabanou v písku poblíž naplaveného, avšak dobře ukotveného dříví nebo poblíž kořenů vegetace těsně nad hranicí přílivu. Ponrava vyžaduje poměrně specifické písečné prostředí vyplněné z 9–20 % vodou. V případě menšího množství vody ponrava usychá a naopak větší množství vody ohrožuje ponravu utonutím. Ponrava tak může v rámci písku na pláži migrovat s přílivem a odlivem ve snaze nalézt příhodnější stanoviště i několik desítek metrů za noc. Ponrava se živí kořínky vegetace.

## Ohrožení
Nejedná se o ohrožený druh, nicméně brouk Pericoptus truncatus čelí hrozbě ze strany invazivní vosy Radumeris tasmaniensis, která se vyskytuje v Northlandu. Samička vosy bodne ponravu brouka, paralyzuje ji a naklade do ní vajíčka, načež larva vosy zkonzumují paralyzovanou broučí ponravu. K přirozeným predátorům patří např. ústřičník proměnlivý (Haematopus unicolor).